# Europese kampioenschappen schaatsen 1992
De Europese kampioenschappen schaatsen 1992 werden op 17, 18 en 19 januari 1992 gereden in de ijshal Thialf te Heerenveen.
Titelverdedigers waren de Europees kampioenen van 1991 in Sarajevo. Op de ijsbaan van Sarajevo werden de Duitse Gunda Niemann en de Noor Johann Olav Koss kampioen.
De Duitse Gunda Niemann en de Nederlander Falko Zandstra werden Europees kampioen.
| Programma                                            | Programma                                               | Programma                              |
| vrijdag 17 januari                                   | zaterdag 18 januari                                     | zondag 19 januari                      |
| ---------------------------------------------------- | ------------------------------------------------------- | -------------------------------------- |
| 500 meter mannen 500 meter vrouwen 5000 meter mannen | 1500 meter vrouwen 1500 meter mannen 3000 meter vrouwen | 5000 meter vrouwen 10.000 meter mannen |

## Mannen

### Eindklassement
| Rang   | Schaatser            | Land             | Punten  | 500 m       | 5000 m       | 1500 m        | 10.000 m      |
| ------ | -------------------- | ---------------- | ------- | ----------- | ------------ | ------------- | ------------- |
| Goud   | Falko Zandstra       | Nederland        | 158,245 | 38,00 (5)   | 6.46,10 (4)  | 1.54,01 (1)   | 13.52,65 (3)  |
| Zilver | Johann Olav Koss     | Noorwegen        | 158,913 | 38,73 (8)   | 6.43,46 (2)  | 1.54,71 (4)   | 13.52,02 (2)  |
| Brons  | Rintje Ritsma        | Nederland        | 159,822 | 37,99 (4)   | 6.51,17 (6)  | 1.54,65 (3)   | 14.09,99 (6)  |
| 4      | Geir Karlstad        | Noorwegen        | 160,189 | 39,41 (18)  | 6.45,62 (3)  | 1.56,41 (9)   | 13.48,29 (1)  |
| 5      | Bart Veldkamp        | Nederland        | 160,196 | 39,06 (12)  | 6.42,03 (1)  | 1.55,35 (6)   | 14.09,66 (5)  |
| 6      | Thomas Bos           | Nederland        | 160,249 | 39,05 (11)  | 6.49,17 (5)  | 1.55,60 (8)   | 13.54,99 (4)  |
| 7      | Michael Hadschieff   | Oostenrijk       | 160,891 | 38,33 (6)   | 6.51,28 (7)  | 1.55,23 (5)   | 14.20,47 (7)  |
| 8      | Roberto Sighel       | Italië           | 161,509 | 37,89 (1)   | 6.59,24 (13) | 1.55,53 (7)   | 14.23,71 (8)  |
| 9      | Steinar Johansen     | Noorwegen        | 162,878 | 38,88 (10)  | 6.58,37 (10) | 1.56,48 (10)  | 14.26,71 (10) |
| 10     | Tomas Gustafson      | Zweden           | 163,213 | 39,25 (14)  | 6.56,47 (8)  | 1.57,36 (13)  | 14.23,92 (9)  |
| 11     | Andrej Anoefriejenko | GOS              | 164,316 | 38,79 (9)   | 7.03,72 (15) | 1.57,12 (12)  | 14.42,28 (16) |
| 12     | Ådne Søndrål         | Noorwegen        | 164,454 | 40,61 (26f) | 6.58,53 (11) | 1.54,18 (2)   | 14.38,63 (14) |
| 13     | Frank Dittrich       | Duitsland        | 164,786 | 39,41 (18)  | 6.59,76 (14) | 1.59,58 (22)  | 14.30,81 (11) |
| 14     | Christian Eminger    | Oostenrijk       | 165,369 | 40,04 (23)  | 6.58,07 (9)  | 1.58,23 (17)  | 14.42,24 (15) |
| 15     | Jaromir Radke        | Polen            | 166,673 | 41,02 (29)  | 6.59,11 (12) | 1.59,88 (23)  | 14.35,64 (13) |
| 16     | René Flade           | Duitsland        | 169,102 | 39,31 (15)  | 7.03,80 (16) | 2.11,25 (29f) | 14.33,25 (12) |
| NC17   | Peter Adeberg        | Duitsland        | 119,657 | 37,98 (3)   | 7.08,47 (22) | 1.56,49 (11)  |               |
| NC18   | Alessandro De Taddei | Italië           | 120,230 | 37,89 (1)   | 7.11,30 (25) | 1.57,63 (14)  |               |
| NC19   | Michael Spielmann    | Duitsland        | 120,358 | 38,66 (7)   | 7.03,95 (18) | 1.57,91 (16)  |               |
| NC20   | Zsolt Zakarias       | Oostenrijk       | 121,886 | 40,26 (24)  | 7.03,83 (17) | 1.57,73 (15)  |               |
| NC21   | Notker Ledergerber   | Zwitserland      | 122,054 | 39,62 (21)  | 7.06,84 (21) | 1.59,25 (19)  |               |
| NC22   | Oleg Bozjev          | GOS              | 122,524 | 39,60 (20)  | 7.10,68 (24) | 1.59,57 (21)  |               |
| NC23   | Zsolt Baló           | Roemenië         | 122,902 | 39,17 (13)  | 7.19,29 (29) | 1.59,41 (20)  |               |
| NC24   | Craig McNicoll       | Groot-Brittannië | 123,555 | 39,35 (16)  | 7.18,79 (26) | 2.00,98 (24)  |               |
| NC25   | Jiří Kyncl           | Tsjechoslowakije | 123,947 | 40,59 (25)  | 7.09,11 (23) | 2.01,34 (25)  |               |
| NC26   | Aleksandr Baranov    | GOS              | 125,383 | 40,77 (27)  | 7.18,93 (27) | 2.02,16 (27)  |               |
| NC27   | István Dolp          | Hongarije        | 126,372 | 39,38 (17)  | 7.32,96 (31) | 2.05,09 (28)  |               |
| NC28   | Thierry Lamberton    | Frankrijk        | 129,969 | 40,03 (22)  | 7.20,89 (30) | 2.17,55 (31f) |               |
| NC29   | Artur Szafrański     | Polen            | 130,653 | 48,62 (31f) | 7.04,97 (20) | 1.58,61 (18)  |               |
| NC30   | László Antal         | Roemenië         | 134,833 | 50,32 (32f) | 7.19,23 (28) | 2.01,77 (26)  |               |
| NC31   | Bajro Cenanovic      | Joegoslavië      | 135,801 | 43,41 (30)  | 8.04,91 (32) | 2.11,70 (30)  |               |
| NS3    | Timo Järvinen        | Finland          | 83,313  | 40,90 (28)  | 7.04,13 (19) | - (NS)        |               |

## Vrouwen

### Deelname
De zeventiende editie voor de vrouwen werd voor de zesde keer (na 1970, 1981, 1982, 1983 en 1990) in Heerenveen verreden. Zevenentwintig deelneemsters uit elf landen namen aan dit kampioenschap deel. Acht landen, Duitsland (4), Nederland (4), Noorwegen (4), Polen (3), Italië (2), Oostenrijk (2), Roemenië (2) en Finland (1), waren ook vertegenwoordigd op het EK in 1991. De vrouwen uit de Sovjet-Unie kwamen dit jaar voor het Gemenebest van Onafhankelijke Staten (3) uit. Zweden (1) nam na één jaar onderbreking in 1991 weer deel aan het EK. Zwitserland vaardigde voor de vijfde keer een deelneemster af. Acht vrouwen debuteerden op dit kampioenschap.
Met de verovering van de vierde titel op rij trad Gunda Niemann-Kleemann in de voetsporen van haar landgenote Andrea Mitscherlich die de Europese titel ook viermaal veroverde (1983, 1985-1987). De Oostenrijkse Emese Hunyady, die op de tweede plaats eindigde, was de eerste vrouw die op het erepodium plaatsnam die niet uit Nederland, (Oost-)Duitsland of de Sovjet-Unie kwam. De Duitse Heike Warnicke-Schalling, in 1990 derde en in 1991 tweede, stond dit jaar opnieuw terzijde van Niemann-Kleemann, nu weer op plaats drie.
Van het Nederlandse kwartet vrouwen eindigde Yvonne van Gennip op plaats vier, debutante Lia van Schie op plaats vijf, Carla Zijlstra op de achtste plaats en Sandra Voetelink eindigde op de zeventiende plaats.

### Afstandmedailles
De Nederlandse delegatie behaalde drie afstand medailles. Sandra Voetelink veroverde haar tweede afstand medaille, na brons op de 500 meter in 1990, dit jaar de zilveren medaille op de 500 meter. Yvonne van Gennip veroverde haar elfde afstand medaille (3-4-4), zij won brons op de 1500 meter. Carla Zijlstra won haar eerste afstand medaille middels de bronzen medaille op de 5000 meter.
Gunda Niemann-Kleemann bracht haar totaal afstand medaille op negentien medailles (13-5-1) en passeerde daarmee Andrea Mitscherlich die van 1983-1988 zeventien medailles (13-3-1) behaalde.
| Afstand | Goud                   | Zilver                   | Brons                  |
| ------- | ---------------------- | ------------------------ | ---------------------- |
| 500m    | Emese Hunyady          | Sandra Voetelink         | Gunda Niemann-Kleemann |
| 1500m   | Gunda Niemann-Kleemann | Emese Hunyady            | Yvonne van Gennip      |
| 3000m   | Gunda Niemann-Kleemann | Heike Warnicke-Schalling | Emese Hunyady          |
| 5000m   | Gunda Niemann-Kleemann | Heike Warnicke-Schalling | Carla Zijlstra         |

### Eindklassement
Achter de namen staat tussen haakjes bij meervoudige deelname het aantal deelnames 
| Rang   | Schaatsster                           | Land        | Punten  | 500 m      | 1500 m       | 3000 m       | 5000 m        |
| ------ | ------------------------------------- | ----------- | ------- | ---------- | ------------ | ------------ | ------------- |
| Goud   | Gunda Niemann-Kleemann (5)            | Duitsland   | 169,898 | 41,51 (3)  | 2.04,54 (1)  | 4.17,68 (1)  | 7.19,29 (1)   |
| Zilver | Emese Hunyady (8)                     | Oostenrijk  | 171,480 | 41,19 (1)  | 2.04,70 (2)  | 4.22,97 (3)  | 7.28,96 (5)   |
| Brons  | Heike Warnicke-Schalling (8)          | Duitsland   | 172,887 | 43,18 (17) | 2.07,47 (6)  | 4.18,67 (2)  | 7.21,06 (2)   |
| 4      | Yvonne van Gennip (8)                 | Nederland   | 172,950 | 42,19 (7)  | 2.06,37 (3)  | 4.23,45 (4)  | 7.27,29 (4)   |
| 5      | Lia van Schie                         | Nederland   | 174,206 | 42,89 (15) | 2.07,09 (5)  | 4.24,11 (5)  | 7.29,35 (6)   |
| 6      | Jacqueline Börner (5)                 | Duitsland   | 174,769 | 42,06 (6)  | 2.07,07 (4)  | 4.27,63 (8)  | 7.37,48 (7)   |
| 7      | Mihaela Dascalu (2)                   | Roemenië    | 175,097 | 41,55 (4)  | 2.07,68 (7)  | 4.27,71 (9)  | 7.43,69 (9)   |
| 8      | Carla Zijlstra (2)                    | Nederland   | 175,924 | 43,81 (22) | 2.08,96 (11) | 4.26,79 (6)  | 7.26,63 (3)   |
| 9      | Irina Abdoellina-Vasiljajeva          | GOS         | 176,481 | 41,93 (5)  | 2.08,82 (10) | 4.30,91 (11) | 7.44,60 (10)  |
| 10     | Else Ragni Yttredal (5)               | Noorwegen   | 176,670 | 42,32 (8)  | 2.07,85 (8)  | 4.28,09 (10) | 7.50,53 (12)  |
| 11     | Elena Belci-Dal Farra (7)             | Italië      | 178,317 | 43,56 (20) | 2.09,91 (12) | 4.31,07 (12) | 7.42,76 (8)   |
| 12     | Jasmin Krohn (7)                      | Zweden      | 178,645 | 42,81 (14) | 2.10,68 (15) | 4.32,44 (13) | 7.48,69 (11)  |
| 13     | Ewa Wasilewska-Borkowska (4)          | Polen       | 178,851 | 42,58 (12) | 2.10,40 (13) | 4.34,37 (16) | 7.50,77 (13)  |
| 14     | Claudia Pechstein                     | Duitsland   | 179,661 | 43,18 (17) | 2.11,20 (20) | 4.27,33 (7)  | 8.01,93 (15f) |
| 15     | Minna Nystedt (7)                     | Noorwegen   | 180,739 | 43,92 (19) | 2.12,00 (21) | 4.33,73 (14) | 7.57,98 (14)  |
| DQ4    | Anette Tønsberg (3)                   | Noorwegen   | 131,902 | 42,58 (12) | 2.11,06 (19) | 4.33,81 (15) | 7.49,88 (DQ)  |
| NC17   | Sandra Voetelink (2)                  | Nederland   | 130,058 | 41,37 (2)  | 2.08,62 (9)  | 4.34,89 (17) |               |
| NC18   | Zofia Tokarczyk (2)                   | Polen       | 131,871 | 42,38 (9)  | 2.10,83 (17) | 4.35,29 (18) |               |
| NC19   | Cerasela Hordobetiu                   | Roemenië    | 132,106 | 42,56 (11) | 2.10,71 (16) | 4.35,86 (19) |               |
| NC20   | Elke Felicetti (4)                    | Italië      | 132,776 | 43,11 (16) | 2.10,93 (18) | 4.36,14 (20) |               |
| NC21   | Svetlana Laletina-Tsjernobrovkina (2) | GOS         | 134,709 | 44,02 (23) | 2.12,80 (22) | 4.38,54 (21) |               |
| NC22   | Hege Langli                           | Noorwegen   | 134,901 | 43,79 (21) | 2.14,00 (23) | 4.38,67 (22) |               |
| NC23   | Aneta Rekas (2)                       | Polen       | 135,823 | 44,02 (23) | 2.15,04 (24) | 4.40,74 (23) |               |
| NC24   | Jelena Banadisenko-Mamajeva (2)       | GOS         | 136,016 | 44,09 (25) | 2.15,06 (25) | 4.41,44 (24) |               |
| NC25   | Regi Ledergerber-Bürgin               | Zwitserland | 136,568 | 44,20 (26) | 2.15,49 (26) | 4.43,23 (25) |               |
| NC26   | Susanna Kantanen (2)                  | Finland     | 137,671 | 44,49 (27) | 2.16,31 (27) | 4.46,67 (26) |               |
| NS3    | Emese Antal                           | Oostenrijk  | 85,923  | 42,43 (10) | 2.10,48 (14) | NS           |               |

vet = kampioenschapsrecord
NS = niet gestart